# Donna Lamping
Donna Louise Lamping (* 12. Februar 1953 in Toronto, Kanada; † 8. Juni 2011 in London, Vereinigtes Königreich) war eine kanadische Psychologin, die sich auf das Patientenempfinden während chronischer Krankheiten spezialisierte.

## Leben
Die Tochter von Helen Aiello Lamping und Vincent Lamping wuchs im Stadtteil Willowdale in Toronto auf. Sie besuchte die Schule Loretto Abbey, ehe sie an der University of Waterloo Psychologie studierte. Nach ihrer Graduation erhielt sie ein Promotionsstipendium des Social Sciences and Humanities Research Council of Canada für die Harvard University in den Vereinigten Staaten. Dort promovierte sie Anfang der 1980er Jahre zu der Frage, wie chronisch Kranke sich an die unvermeidbaren psychischen Stresssituationen anpassen, die ihre Krankheiten mit sich bringen.
Im Anschluss an eine Forschungsstelle in Harvard wurde Lamping Assistenzprofessorin an der McMaster University in Hamilton, der Fordham University in New York und der McGill University in Montreal. Während dieser Zeit untersuchte sie, wie dauerhafte körperliche Krankheiten die Psyche von Patienten beeinflussen. Zunächst lag ihr Fokus hierbei auf Nierenerkrankungen, später widmete sie sich verstärkt AIDS-Patienten.
1991 heiratete sie den Sprach- und Sozialpsychologen Itesh Sachdev in einer buddhistischen Zeremonie in Nepal. Sachdev, den sie während ihrer Zeit in Hamilton kennengelernt hatte, war zu diesem Zeitpunkt Professor am Birkbeck College in London. Um keine interkontinentale Beziehung führen zu müssen, wechselte Lamping an die London School of Hygiene and Tropical Medicine, wo sie im Laufe ihrer Wissenschaftlichen Karriere zur Professorin für Psychologie sowie zur Dekanin für Graduiertenstudien berufen wurde. Sie war langjähriges Mitglied der International Society for Quality of Life Studies (ISQOLS) und 2007 auch deren Präsidentin.
Während ihrer gesamten wissenschaftlichen Laufbahn widmete sich Lamping der Psychometrie und entwickelte mehrere Fragebogen und Verfahren um das Schmerz- und allgemeine Empfinden von Langzeitpatienten messbar zu machen. Nachdem sie bereits in den 1990er Jahren an Diabetes mellitus erkrankt war, wurde im Jahre 2010 Darmkrebs bei ihr festgestellt. Diesem Krebsleiden erlag sie im Juni 2011.

## Schriften
- Review of the literature on HIV infection and mental health. Health and Welfare Canada, 1990, ISBN 0-662-57720-5.